# Imad Khalili
Imad Khalili (* 3. April 1987 in Dubai, Vereinigte Arabische Emirate) ist ein ehemaliger schwedisch-palästinensischer Fußballspieler.

## Verein
Khalili begann im Alter von fünf Jahren mit dem Fußballspielen, sein erster Klub war Högaborgs BK. Als 17-jähriges Nachwuchstalent schloss er sich Anfang 2005 dem schwedischen Erstligisten Helsingborgs IF an. In der Wettkampfmannschaft kam er in seinen ersten anderthalb Jahren beim Klub kaum zum Zug, daher verlieh ihn der Klub kurz vor Ende der Sommertransferperiode im August 2006 bis zum Jahresende an den dänischen Klub Randers FC, bei dem er direkt nach seiner Unterschrift im Pokalspiel gegen den unterklassigen Klub Fjordager IF spielte und mehrere Tore von Baye Djiby Fall vorbereitete. In der dänischen Superliga blieb er jedoch nur Ergänzungsspieler, lediglich zwei Ligaeinsätze standen bis zum Jahreswechsel für ihn zu Buche. Nach seiner Rückkehr zu Helsingborgs IF verlieh ihn der Verein erneut, dieses Mal ging es für Khalili in die zweitklassige Superettan zu Bunkeflo IF. Dort überzeugte er mit sechs Toren in 18 Spielen. Nach Ende der Spielzeit 2007, die der Aufsteiger als Überraschungsmannschaft auf dem fünften Tabellenplatz beendet hatte, bemühten sich die Verantwortlichen um eine Verpflichtung des Offensivspielers. Er entschied sich jedoch gegen einen dauerhaften Wechsel in die zweite Liga und schloss sich dem Erstligaaufsteiger IFK Norrköping an. Am Ende seiner ersten Spielzeit, die mit einer Berufung in die schwedische U-21 im März 2007 aufgrund seiner guten Vorjahresleistungen begonnen hatte, mit seinem neuen Klub stand jedoch der Abstieg in die Superettan als Tabellenletzter. Immer wieder von kleineren Verletzungen gebremst schwankte er zwischen Ersatzbank und Startformation, dennoch entschied sich der Klub im Sommer 2010 zur Vertragsverlängerung bis Ende 2013. Am Ende der Spielzeit 2010 stieg er mit dem Klub zudem wieder in die Allsvenskan auf, an der Seite von Shpetim Hasani, Viktor Rönneklev, Niklas Westberg und Daniel Bamberg trug er mit sechs Toren zur Vizemeisterschaft hinter dem punktgleichen Konkurrenten Syrianska FC bei. 
Zu Beginn der Spielzeit 2013 glänzte Khalili als regelmäßiger Torschütze für IFK Norrköping in der Meisterschaft, was angesichts seines zum Saisonende auslaufenden Vertrages Begehrlichkeiten bei anderen Mannschaften weckte. Anfang Juli des Jahres gab er schließlich seinen Wechsel zum Jahreswechsel zum Ex-Klub Helsingborgs IF bekannt. Mitte August wurde jedoch der Vereinswechsel mit sofortiger Wirkung vollzogen. Zwar zeigte er auch bei seinem neuen Verein, der im Meisterrennen stand, seine Torgefahr und fügte seinen sieben Toren für seinen Ex-Klub in zehn Spieleinsätzen bis zum Jahresende noch acht Tore hinzu. Während er sich damit mit insgesamt 15 Toren vor den jeweils 14 Mal erfolgreichen Tobias Hysén vom IFK Göteborg und Kennedy Igboananike vom AIK zum Torschützenkönig der Meisterschaft krönte, rutschte der Klub jedoch insbesondere aufgrund von Niederlagen gegen die direkten Konkurrenten auf den fünften Tabellenplatz ab und verpasste somit auch die Europapokalqualifikation. Im Januar 2014 verließ Khalili Schweden und schloss sich auf Leihbasis dem mehrfachen saudi-arabischen Landesmeister al-Shabab an, den er in der Saudi Professional League im Kampf um einen Platz in der AFC Champions League unterstützen soll. Nach Ablaufen des Leihgeschäfts kehrte er im Frühsommer nach Schweden zurück, wurde jedoch direkt wieder abgegeben: Mitte Juni verließ er abermals Schweden und schloss sich dem chinesischen Klub Shanghai SIPG an.
Dort war er jedoch nur bis zum Jahresende aktiv und wechselte dann für sechs Monate  weiter zum Baniyas SC in die UAE Pro League. Anschließend kehrte er im Sommer 2015 zurück nach Schweden und schloss sich dem Erstligisten Hammarby IF an. Von dort wurde er 2017 kurzzeitig für vier Monate an IF Brommapojkarna verliehen. Nach seiner Rückkehr gewann er mit Hammarby in der Saison 2021 noch den nationalen Pokal und beendete im Anschluss seine aktive Karriere.

## Nationalmannschaft
Von 2002 bis 2007 absolvierte der Stürmer insgesamt 28 Partien für diverse schwedische Jugendnationalmannschaften und erzielte dabei sechs Treffer.

## Titel
- Saudi-Arabischer Pokalsieger: 2014
- Schwedischer Pokalsieger: 2021

## Auszeichnungen
- Torschützenkönig der schwedischen Allsvenskan: 2013 (15 Tore)